# 493 Ґрізельда
493 Ґрізельда (493 Griseldis) — астероїд головного поясу, відкритий 7 вересня 1902 року Максом Вольфом у Гейдельберзі.
Тіссеранів параметр щодо Юпітера — 3,140.